# Ère archaïque de l'Amérique du Nord
Sauf précision contraire, les dates de cet article sont sous-entendues « avant l'ère commune » (AEC), c'est-à-dire « avant Jésus-Christ ».

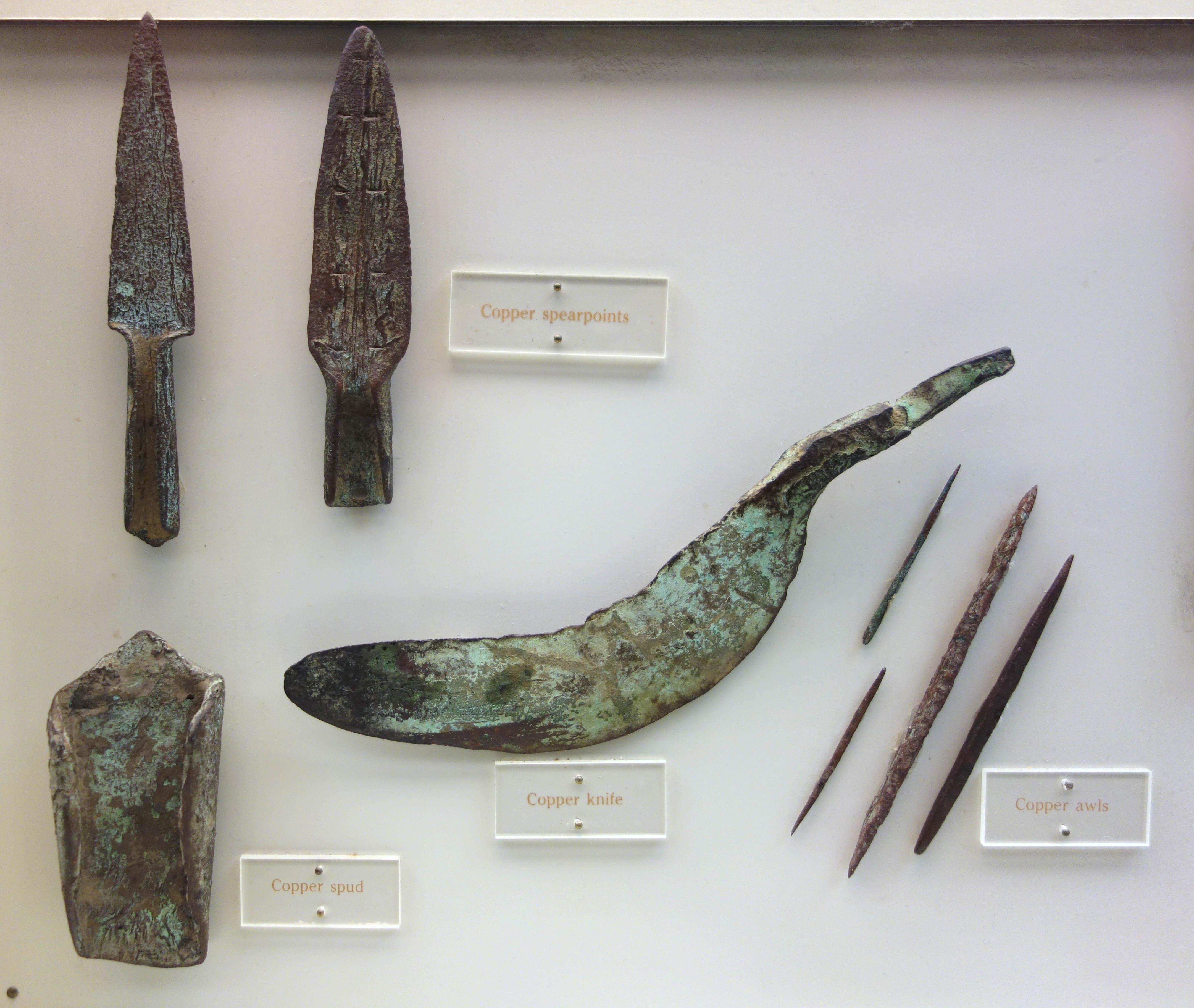
Couteau en cuivre, pointes, poinçons et sarcloir, de l'Archaic period tardive, Wisconsin, 3000-1000 av.

Dans la classification des cultures archéologiques d'Amérique du Nord, l'ère archaïque (anglais : Archaic period) en Amérique du Nord, consistant en une période allant d'environ 8000 à 1000 avant J.-C. dans l'ordre des étapes culturelles précolombiennes nord-américaines, est une période définie par l'« étape archaïque » (anglais : archaic stage) du développement culturel. L'ère archaïque est caractérisée par des économies de subsistance, soutenues par l'exploitation des noix, des graines et des fruits de mer. Comme sa fin est définie par l'adoption de l'agriculture sédentaire, sa date peut varier considérablement à travers les Amériques.
Le reste des Amériques a également une période archaïque.

## Classifications
Ce système de classification a été proposé pour la première fois par Gordon Willey et Philip Phillips (en) dans le livre de 1958 largement accepté Method and Theory in American Archaeology .
Dans l'organisation du système, l'époque archaïque a suivi l'ère lithique et est remplacée par l'ère formative.
1. L'ère lithique
2. L'ère archaïque dont l'ère archaïque de l'Amérique du Nord
3. L'ère formative
4. L'ère classique
5. L'ère post-classique

De nombreuses variations locales ont été identifiées dans les classements culturels. La période a été subdivisée par région puis par époque. Par exemple, la tradition archaïque du sud-ouest (en) est subdivisée en cultures Complexe San Dieguito (en), tradition Oshara (en), tradition Cochise (en) et tradition Chihuahua (en).

## Étape archaïque en Amérique du Nord
Depuis les années 1990, la datation sécurisée de plusieurs sites de l'archaïque moyen dans le nord de la Louisiane, du Mississippi et de la Floride a remis en question les modèles de développement traditionnels. Dans ces régions, les sociétés de chasseurs-cueilleurs de la basse vallée du Mississippi (en) se sont organisées pour construire des complexes monumentaux de tertres (mound complex) dès 3500 (confirmé à Watson Brake (en)), la construction se poursuivant sur une période de 500 ans. Ces premiers sites de tertres comme Frenchman's Bend et Hedgepeth étaient de cette période; tous ont été construits par des sociétés localisées. Watson Brake est maintenant considéré comme le plus ancien complexe de monticules des Amériques. Il précède celui construit à Poverty Point de près de 2 000 ans (les deux sont dans le nord de la Louisiane). Plus de 100 sites ont été identifiés comme étant associés à la culture régionale de Poverty Point, de la période archaïque tardive, et il faisait partie d'un réseau commercial régional à travers le sud-est.
À travers les Southeastern Woodlands (en), à partir d'environ 4 000, les peuples exploitent les ressources des wetlands, créant de grands amas coquillés. Les amas se sont développés là où les gens vivaient le long des rivières, mais il y a peu de preuves de peuples archaïques le long des côtes avant 3000. Les sites archaïques de la côte peuvent avoir été inondés par élévation du niveau de la mer (un site sur 15 à 20 pieds d'eau au large du comté de Sainte-Lucie, en Floride, a été daté de 2800). À partir de 3000, des preuves d'une exploitation à grande échelle des huîtres apparaissent. Au cours de la période allant de 3000 à 1000, des amas coquillier en forme d'anneau (shell rings) (en), de grands amas qui entourent plus ou moins les centres ouverts, se développent le long de la côte. Ces anneaux coquillés sont nombreux en Caroline du Sud et en Géorgie, mais on les trouve également dispersés autour de la péninsule de Floride et le long de la côte du golfe du Mexique aussi loin à l'ouest que la rivière aux Perles. Dans certains endroits, comme Horr's Island dans le sud-ouest de la Floride, les ressources sont suffisamment abondantes pour soutenir d'importantes communautés de construction de tertres tout au long de l'année. Quatre buttes (mound) de coquillages ou de sable sur l'île Horr ont été datés entre 4870 et 4270,.

## Chronologie
Archaïque précoce
- 8000 : La dernière période glaciaire se termine, provoquant une élévation du niveau de la mer et une inondation du pont terrestre de la Béringie, fermant la principale route de migration depuis la Sibérie.
- 8000 avant J.-C : Des pluies suffisantes tombent sur le sud-ouest américain pour soutenir de nombreuses espèces de grands mammifères - mammouths, mastodontes et bisons - qui s'éteignent bientôt.
- 8000 : les chasseurs du sud-ouest américain utilisent l'atlatl .
- 7500 : première vannerie[réf. nécessaire].

Archaïque moyen
- 6500 avant J.-C. – 200 après J.-C. : La tradition San Dieguito-Pinto (en) et la tradition Chihuahua s'épanouissent dans le sud-ouest.
- 6000 : les ancêtres des peuples de langue pénutienne s'installent sur le plateau du nord-ouest.
- 6000 : Des bandes de chasseurs nomades parcourent l'Alaska subarctique à la suite de troupeaux de caribous et autres gibiers.
- 6000 : les Aléoutes commencent à arriver dans les îles Aléoutiennes.
- 5700 : éruption cataclysmique du mont Mazama dans l'Oregon moderne.
- 5500 avant J.-C. – 500 après J.-C La tradition d'Oshara (en), une tradition archaïque du sud-ouest (en), apparaît dans le centre-nord du Nouveau-Mexique, le bassin de San Juan, la vallée du Rio Grande, le sud du Colorado et le sud-est de l'Utah .
- Les autochtones du plateau du Nord-Ouest commencent à dépendre des montées de saumon .
- 5000 : Premières cultures vivrières ont commencé en Mésoamérique .
- 5000 : les Amérindiens du nord-ouest du Pacifique, de l'Alaska à la Californie, développent une économie de la pêche, avec le saumon comme aliment de base.
- 5000 : Old Copper Complex (en) (ancienne culture du cuivre) de la région des Grands Lacs, martèle le métal pour produire divers outils et ornements, tels que couteaux, haches, poinçons, bracelets, bagues et pendentifs.
- 5000 avant J.-C. – 200 après J.-C. : La Tradition Cochise (en) naît dans le sud-ouest américain.
- Les Amérindiens du nord des Grands Lacs produisent des outils, des ornements et des ustensiles en cuivre commercialisés dans les Grandes Plaines et la vallée de l'Ohio.
- Les ornements de coquillages et les articles en cuivre à Indian Knoll (en) dans le Kentucky, témoignent d'un vaste système commercial sur plusieurs millénaires.
- 4000 : Les habitants de la Méso-Amérique cultivent le maïs (maïs) tandis que les indigènes péruviens cultivent des haricots et des courges.
- 4000-1000 : un Old Copper Complex (en) (ancienne culture du cuivre) émerge dans la région des Grands Lacs
- 3500 : Le plus grand et le plus ancien site de commandement à Head-Smashed-In Buffalo Jump, Alberta, Canada.
- 3500 - 3000 : Construction d'un vaste complexe de monticules construit à Watson Brake (en) dans la plaine inondable de la rivière Ouachita près de Monroe dans le nord de la Louisiane [8].
- Les ornements de coquillages et les articles en cuivre à Indian Knoll (en), dans le Kentucky, témoignent d'un vaste système commercial sur plusieurs millénaires.

Archaïque tardif
- 3000 : La culture du tournesol et d'Iva annua commence dans le sud de l'Amérique; les autochtones du nord-est cultivent l'amarante et Ivana annua. Après avoir récolté ces plantes, les gens broient leurs graines en farine.
- 3000 : La Tradition cochise (en) du sud-ouest américain commence à cultiver une forme primitive de maïs importé de Mésoamérique; les haricots communs et les courges suivent plus tard.
- 3000 : les Amérindiens du nord-ouest du Pacifique commencent à exploiter les ressources en fruits de mer .
- 3000 : la pêche dans le plateau du Nord-Ouest s'accroit.
- 3000 : les autochtones parlant les langues algonquiennes arrivent dans les terres boisées du nord-est du sud (Indigenous peoples of the Northeastern Woodlands (en)).
- Les ornements de coquillages et les articles en cuivre à Indian Knoll (en), dans le Kentucky, témoignent d'un vaste système commercial sur plusieurs millénaires.
- 2888 : La culture de stalling (en) sur la rivière Savannah voit fabriquer de la poterie, à une époque où la poterie se répand en Amérique du Sud, mais n'avait pas atteint la Méso-Amérique [9]. Ceramics of indigenous peoples of the Americas
- 2500–800 : L'Arctic small tool tradition (ASTt) (en) (tradition arctiques des petits outils) se développe sur la Péninsule d'Alaska, près de la baie de Bristol et sur les rives orientales du détroit de Béring en Alaska.
- 2500–1800 : Tradition Aléoutienne (en) émergeant en Alaska.
- 2500: Culture de l'Indépendance I, les gens entrent au Groenland depuis l'Amérique du Nord. Dernière preuve archéologique de l'indépendance I datant de -1730[10].
- 2400 : les Saqqaq entrent au Groenland depuis la Sibérie et y vivent jusqu'en 400 .
- 2500 : La Tradition Cochise (en) devient les agriculteurs qualifiés du sud-ouest américain.
- 2100 : La culture du maïs commence en Aridamérique[11].
- 2000-1000 : La culture de Poverty Point dans le nord-est de la Louisiane comprend travail de la pierre, du silex, faïence et tertres effigies (en), tertres conique et tertre plate-forme (en), ainsi que des colonies planifiées sur des crêtes de terre concentriques [12].
- 1500 : les orateurs salishan arrivent dans la région du Plateau du Nord-Ouest.
- 1500 avant J.-C. – 1000 après J.-C. : Un horizon intermédiaire (ou tradition Campbell) émerge parmi les peuples autochtones de Californie.
- Les ornements de coquillages et les articles en cuivre à Indian Knoll (en), dans le Kentucky, témoignent d'un vaste système commercial sur plusieurs millénaires.
- 1000 : les indigènes de langue athapascane arrivent dans l'Arctique nord-américain, peut-être de Sibérie.
- 1000 : Fabrication de poterie répandue dans l'Eastern Woodlands (en).